# فهرست باکتری‌های مهم
- آسینتوباکتر
- باکتری نفتخوار
- بروسلا
- سالمونلا
- سراشیا
- شیگلا
- لیستریا
- مایکوباکتریوم
- مایکوپلاسما
- موراکسلا کاتارالیس
- میکوباکتریوم توبرکلوزیس
- نایسریا
- هلیکوباکتر
- کینگلا
- یرسینیا
- استافیلوکوکوس اورئوس
- باسیلوس آنتراسیس
- استرپتوکوکوس
- اشریشیا کلی
- ویبریو کلرا